# Salvatore Montagna
Salvatore Montagna, detto Sal the iron worker (Sal il fabbro) (Montréal, 1971 – Charlemagne, 24 novembre 2011), è stato un mafioso canadese, di origine italiana e boss reggente della famiglia Bonanno dal 2006 al 2009 e della fazione siciliana del Bronx.

## Biografia
Nato nel 1971 a Montréal, in Canada, passò l'infanzia a Castellammare del Golfo, in Sicilia.
Quando, alla metà degli anni ottanta, si stabilì con la sua famiglia nel Bronx, a New York, Salvatore iniziò subito ad introdursi nel mondo del crimine, della violenza e della corruzione. Non è chiaro quando Montagna divenne un affiliato alla famiglia Bonanno, ma alla fine degli anni novanta, durante la leadership del boss Joseph “Big Joe” Massino Montagna venne sentito per caso nelle conversazioni tra altri membri della famiglia Bonanno, come il braccio destro del boss Salvatore “Sal il Bello” Vitale.
Si sa poco della vita privata di Montagna, a parte il fatto che si è sposato agli inizi degli anni novanta con Kellice Gucciardo, collegata per vie di parentela alle famiglie Gambino e Genovese. Hanno avuto due bambini, ma hanno divorziato subito dopo la morte di uno dei loro figli. Risposatosi, viveva ad Elmont, Long Island. Aveva anche avviato una piccola compagnia di ferramenta, la Matrix Steel Co., sita al 50 di Bogart Street a Bushwick, Brooklyn. Proprio per questo Montagna si è guadagnato il soprannome di “fabbro”.
Nel 2002, Montagna è stato arrestato insieme al gruppo di Patrick De Filippo per gioco d'azzardo e strozzinaggio. Si rifiutò di rispondere alle domande dinanzi ad una giuria e venne condannato per oltraggio alla corte. Venne riconosciuto colpevole nel 2003 e messo in libertà vigilata. Fu alla fine del 2003 che le forze dell'ordine e l'FBI lo schedarono come capitano di facciata e caporegime della famiglia Bonanno al posto di DeFilippo e a capo della fazione siciliana del Bronx.
Dopo che il boss della famiglia Bonanno, Joe Massino divenne un collaboratore del governo e testimoniò contro 60 criminali, Vincent “Vinny Gorgeous” Basciano venne riconosciuto come boss della famiglia, solo per scoprire che Massino avrebbe testimoniato contro Basciano, conducendolo direttamente in galera. Alla fine del 2005, Basciano disse che avrebbe promosso la fazione siciliana del vecchio gruppo della famiglia Bonanno alla guida della famiglia, così Montagna venne riconosciuto come boss di facciata della famiglia dagli inizi del 2006 insieme a Nicholas “Nicky Mouth” Santora come sottoboss ed Anthony “Fat Tony” Rabito come consigliere, mettendo al sicuro l'amministrazione della famiglia.
Dal 2008, Montagna è stato reputato boss di facciata della famiglia Bonanno, con il controllo dell'intera fazione del Bronx. Espulso dagli Stati Uniti, si era trasferito in Canada, di cui era cittadino per nascita.

### Morte
Il suo corpo è stato ritrovato il 24 novembre 2011 nelle acque del fiume L'Assomption, a Charlemagne, sobborgo della sua città natale, Montréal. Risulta sia stato ucciso a colpi di pistola. Nel dicembre 2016 venne condannato a 14 anni di prigione Raynald Desjardins per concorso nell'omicidio di Montagna.